# Supermodel Me (Mùa 7)
Mùa thứ bảy của Supermodel Me hay (Supermodel Me: Fashion Future) được phát sóng vào tháng 9 năm 2022 với địa điểm quay được tiếp tục tại Singapore. Toàn bộ ban giám khảo hầu hết được thay thế bằng ban giám khảo của Asia's Next Top Model, với người mẫu Thái Lan Cindy Bishop được chỉ định làm người dẫn chương trình kiêm giám khảo chính và Yu Tsai được chỉ định làm cố vấn sáng tạo. Ase Wang sẽ trở lại hội đồng giám khảo lần thứ tư liên tiếp. Chương trình cũng sẽ đánh dấu sự ra mắt của Catriona Gray.
Người chiến thắng mùa giải này là Emma Nguyễn, 22 tuổi đến từ Việt Nam. Cô nhận được các giải thưởng sau:
- 1 hợp đồng người mẫu với Storm Model Management tại Luân Đôn
- Chụp ảnh bìa cho tạp chí Harper's Bazaar Singapore
- Trở thành đại sứ thương hiệu của Subaru
- Sở hữu 1 chiếc xe Subaru XV GT đời mới

## Giám khảo
| Giám khảo     | Vai trò                          |
| Cindy Bishop  | Dẫn chương trình/Giám khảo chính |
| Yu Tsai       | Cố vấn sáng tạo                  |
| Catriona Gray | Giám khảo                        |
| Hanli Hoefer  | Giám khảo                        |
| Ase Wang      | Giám khảo                        |
| ------------- | -------------------------------- |

## Thí sinh
(Tính tuổi thí sinh khi tham gia chương trình)
| Quốc gia    | Thi sinh                 | Tuổi | Chiều cao              | Bị loại ở | Hạng |
| ----------- | ------------------------ | ---- | ---------------------- | --------- | ---- |
| Indonesia   | Roelenne Maryaha         | 23   | 1,75 m (5 ft 9 in)     | Tập 2     | 14   |
| Malaysia    | Jashmine Kay             | 25   | 1,75 m (5 ft 9 in)     | Tập 3     | 13   |
| Singapore   | Aprile Hann              | 19   | 1,78 m (5 ft 10 in)    | Tập 4     | 12   |
| Thái Lan    | Jannette Chawanphat Kong | 19   | 1,74 m (5 ft 8+1⁄2 in) | Tập 5     | 11   |
| Hồng Kông   | Jane Yang Li             | 21   | 1,70 m (5 ft 7 in)     | Tập 6     | 10   |
| Ấn Độ       | Sareesha Parmar          | 23   | 1,71 m (5 ft 7+1⁄2 in) | Tập 7     | 9    |
| Mông Cổ     | Wiah Fariza Basrewan     | 25   | 1,80 m (5 ft 11 in)    | Tập 8     | 8    |
| Philippines | Vanessa Tan              | 27   | 1,75 m (5 ft 9 in)     | Tập 9     | 7    |
| Trung Quốc  | Ya Ya Chang              | 18   | 1,69 m (5 ft 6+1⁄2 in) | Tập 10    | 6    |
| Nhật Bản    | Ako Satorumi             | 20   | 1,74 m (5 ft 8+1⁄2 in) | Tập 11    | 5    |
| Đài Loan    | Nancy Ying Zhong         | 22   | 1,70 m (5 ft 7 in)     | Tập 12    | 4    |
| Indonesia   | Caroline Carrasco        | 24   | 1,73 m (5 ft 8 in)     | Tập 13    | 3    |
| Philippines | Garibelle Wrostar        | 22   | 1,71 m (5 ft 7+1⁄2 in) | Tập 13    | 2    |
| Việt Nam    | Emma Nguyễn              | 22   | 1,73 m (5 ft 8 in)     | Tập 13    | 1    |

## Tham Khảo
1. ↑  “'SupermodelMe' returns with star-studded cast | BMPlus”. BusinessMirror (bằng tiếng Anh). ngày 9 tháng 7 năm 2021. Truy cập ngày 10 tháng 7 năm 2021.
2. ↑  “SupermodelMe returns with star-studded cast”. Manila Bulletin (bằng tiếng Anh). ngày 8 tháng 7 năm 2021. Truy cập ngày 10 tháng 7 năm 2021.